# Torre del Conde (Canàries)
La Torre del Conde és una fortalesa castellana del segle XV situada en la Vila de San Sebastian de la Gomera (Canàries, Espanya). Es tracta d'una edificació de tipus militar. La seva funció era sobretot de representació del poder senyorial, i comptava amb la falta d'armament modern per part dels nadius. La seva ubicació al costat del port a certa distància d'aquest, sense lloc per a armes de foc i en el fons d'una vall, confirma aquesta teoria.
Va ser manada construir pel Comte de la Gomera Hernán Peraza el Vell entre 1447 i 1450, i en ella s'hi van refugiar les elits senyorials de la Gomera durant la Rebel·lió dels Gomers. Possiblement en aquella època era el centre d'un grup més ampli de fortificacions provisionals o de menor entitat.
De les torres construïdes durant la Conquesta de Canàries (Añazo, Gando, etc.), és l'única que es conserva en l'actualitat.
És d'estil gòtic tardà, té una forma prismàtica, amb 15 metres d'altura, i prop de 40 metres de perímetre, amb murs de dos metres de gruix. Té un emblanquinat blanc, amb carreus de cantería vermella a les cantonades. Té l'honor de ser la construcció medieval (concretament gòtica) més meridional de la que es té notícia.
El seu disseny original va viure diverses reformes, amb Jacome Pelearo Fratin i Leonardo Torriani. Alguns dels seus hostes més il·lustres han estat Cristòfor Colom, Américo Vespucio i Hernán Cortés. Va ser declarada Monument Històric Artístic el 13 de desembre de 1990. Va ser declarada Bé d'Interès Cultural segons l'Ordre de 2 de juliol de 1993.